# Pedro Civera
Pedro Civera (Mieres, Asturias, 1941) es un actor español de teatro y televisión con puntuales apariciones en la gran pantalla. Pedro Civera actualmente vive en Luanco

## Biografía
Nació en Mieres (Asturias), en 1941, donde permanece hasta finalizar el Bachiller. 
Entre 1961 y 1963 cursó comunes de Filosofía y Letras en la Universidad de Oviedo, donde también dirigió el Teatro Español Universitario de Letras y la primera obra de Bertolt Brecht en Asturias: La condena de Lucullus, para después desde el TEU del distrito dirigir varias obras como La lección, Final de partida o Acto sin palabra, a la vez que terminaba sus estudios. 
En 1963 se trasladó a Madrid. Una vez terminada su licenciatura, ingresó en el Teatro Español, dirigido entonces por Miguel Narros. 
Durante dos años, trabajó en Televisión Española como periodista y presentador de espacios informativos. Formó parte del primer equipo de presentadores de UHF, en Prado del Rey, y ya en 1967 pasó a los informativos de Televisión Española. 
En 1968 presentó un programa llamado Panorama de actualidad y un año después siguió haciendo reportajes y demás, hasta 1970, cuando participó junto a Jesús Álvarez García en el concurso Todo, emitido los domingos por la tarde, donde se regalaban lámparas. A raíz de su matrimonio con Nacha Benito, que posteriormente sería la esposa del músico Augusto Algueró, lo dejó y volvió al teatro.
En 1971 se integró en la Compañía Ruiz de Alarcón, que dirigió Ángel García Moreno.

### Cine
En la pantalla grande se ha prodigado menos, actuando siempre en papeles secundarios. Tras participar en dos cortometrajes (Y Murcia tuvo a Salzillo y El espadín), ambos en 1969, debutó con la película Madrid, Costa Fleming (1976), de José María Forqué y no volvería al cine hasta nueve años más tarde con la comedia de Manuel Summers, Me hace falta un bigote.
Además ha compartido cartel con Verónica Forqué, Mercedes Sampietro y Carmen Maura en Reinas (2005), Pídele cuentas al rey, con Antonio Resines, Adriana Ozores... y también con José Sazatornil en la comedia de Antonio Mercero, Espérame en el cielo (1988). Su última participación ha sido con Pájaros de papel (2010), de Emilio Aragón Álvarez.

### Teatro
En teatro su carrera ha sido más sólida, destacando El partido, de Alfredo Amestoy, Un soplo de pasión, de Peter Nichols, y Alicia en el París de las maravillas (1978), de Miguel Sierra, montaje con el que realizó una larga gira por más de once países hispanoamericanos. También destaca La barca sin pescador, de Alejandro Casona.
Su interpretación teatral más reciente fue Un adulterio casi decente, comedia de Jaime Azpilicueta en donde compartió escenario con María Luisa Merlo y Juan Carlos Larrañaga, y con la que recorrió toda la geografía de España durante tres años. Cabe destacar que María Luisa Merlo ha sido pareja artística de Pedro Civera durante 30 años.
Entre las obras que ha interpretado cabe mencionar:
- El rufián castrucho (1968), de Lope de Vega.[3]
- El bebé furioso (1974), de Manuel Martínez Mediero.
- El realquilado (1975), de Joe Orton.
- Historia de unos cuantos, de José María Rodríguez Méndez (1975).
- Los hijos de Kennedy (1977), de Robert Patrick.
- Alicia en el París de las maravillas (1978), de Miguel Sierra
- Un espíritu burlón (1982), de Noël Coward.
- Casado de día, soltero de noche (1983), de Julio Mathías.
- Punto y coma (1987), de Santiago Moncada.
- Mi querida familia, de Neil Simon (1994).
- Destino Broadway (1996), de Neil Simon.
- La fiebre del heno (2000), de Noël Coward.
- El partido, de Alfredo Amestoy.
- Fedra, de Miguel de Unamuno
- El verdadero Oeste, de Sam Shepard.
- Los árboles mueren de pie, de Alejandro Casona.
- La cinta dorada, de María Manuela Reina.
- Matrimonio para tres, de Antonio Martínez Ballesteros.
- El perro del hortelano, de Lope de Vega.
- Las hermanas Sossenweig, de Wendy Wasserstein.
- Amor, coraje y compasión, de Terrence McNally.
- Momentos de mi vida, de Alan Ayckbourn.
- Tomar partido, de Ronald Harwood.

### Televisión
Además de su ya mencionada faceta de presentador, intervino en programas de teatro, como Estudio 1, Teatro de siempre y otros espacios dramáticos de Televisión Española, y es a partir de aquí, cuando la demanda actoral por parte de las productoras españolas dedicadas a producciones de formato televisivo, le desembocan a un largo historial de interpretaciones como actor de reparto en series de las principales cadenas de televisión, como Brigada Central, Compañeros, Señor alcalde o 7 vidas. 
Pero su papel más destacado fue el de Camilo en El internado, serie de televisión de Antena 3, desde 2007 a 2010, y que en sus siete temporadas contó cada semana con algo más de cuatro millones de espectadores.

## Trayectoria en televisión
- Águila roja (4 episodios)
  - Capítulo 70 (11 de septiembre de 2014)
  - Capítulo 71 (18 de septiembre de 2014)
- El Barco (1 episodio, 2013)
  - Capítulo 33 "Fukushima blues." (22 de noviembre de 2012)
- Fuga de Cerebros (2009)
  - La fiesta de la Marquesa (5 de marzo de 2009)
  - Águila roja  (19 de febrero de 2009)
- El internado (56 episodios, 2007-2010)
- SMS, sin miedo a soñar (2 episodios)
  - M gsts, Sonia  (1 de enero de 2006)
  - Sin salida (2006)
- Mesa para cinco (1 episodio)
- Los hombres de Paco (2006)
  - El buen compañero (22 de septiembre de 2006)
- Aída (2006) (1 episodio)
- 7 vidas (1 episodio)
  - Jó que noche (8 de enero de 2006)
- Mis adorables vecinos (3 episodios)
  - Mi padre está muerto (2004)
  - Por una tapa de calamares (1 de enero de 2005)
  - El tamaño ideal (1 de enero de 2006)
- Un paso adelante (1 episodio)
  - La más larga (6 de julio de 2004)
- Policías, en el corazón de la calle (4 episodios)
  - No siento, no sufro, otros lo hacen por mi (1 de enero de 2002)
  - Por una oscura cañada (1 de enero de 2002)
  - Trabajos de día, de noche dolor (28 de noviembre de 2002)
  - Mi marchito y estéril corazón (31 de diciembre de 2002)
- Al salir de clase (2 episodios)
  - Renacer (25 de diciembre de 2001)
  - Fin de fiesta (31 de diciembre de 2001)
- El comisario (7 episodios)
  - La boca del lobo (10 de abril de 2000)
  - Bisturí (15 de enero de 2001)
  - Lazos familiares (22 de enero de 2001)
  - Ojos que no ven (29 de enero de 2001)
  - Mal de ojo (12 de febrero de 2001)
  - Oscuridad (19 de febrero de 2001)
  - Figuras eróticas (1 de febrero de 2006)
- Periodistas (1 episodio)
  - En el río aquel (1 de enero de 2000)
- Antivicio (1 episodio)
  - El hombre de arena (1 de enero de 2000)
- Manos a la obra (2 episodios)
  - Un amigo de ley (1998).
  - De Bosnia vino un barco cargado de... (11 de marzo de 1999)
- Médico de familia (1 episodio)
  - Otra oportunidad (7 de diciembre de 1999)
- Compañeros (1 episodio)
  - Carolo, cabeza bolo (31 de mayo de 1999)
- Señor alcalde (18 episodios, 1998)
- Compuesta y sin novio (1 episodio)
  - La inspección (21 de noviembre de 1994)
- Farmacia de guardia (1 episodio).
  - Zafarrancho de combate (27 de octubre de 1994)
- Miguel Servet, la sangre y la ceniza (1 episodio) 
  - La batalla del cielo (5 de abril de 1989)
- Brigada Central (14 episodios, 1989-1990)
- La comedia dramática española (1 episodio)
  - Los árboles mueren de pie (9 de octubre de 1986)
- La comedia musical española (2 episodios)
  - Las leandras (15 de octubre de 1985)
  - La cuarta de A. Polo (19 de noviembre de 1985)
- La comedia (1 episodio)
  - Alicia en el país de las maravillas (3 de abril de 1984)
- Estudio 1 (1 episodio)
  - Exiliado (28 de marzo de 1979)
- Las doce caras de Eva (1 episodio)
  - Libra (22 de diciembre de 1971)
- Historias para no dormir (1 episodio) 
  - El trasplante (15 de marzo de 1968)
- Teatro de siempre (1 episodio)
  - Las troyanas (12 de diciembre de 1966)

## Premios
- Medalla de Oro de los Santos Mártires otorgada en la Romería de los Santos Mártires de Valdecuna por el Ayuntamiento de Mieres (2010).[5]
- Finalista a los Premios del Público TV (2009-2010) por El internado.[6]
- Finalista al galardón «Mierenses en el Mundo» 2011.[7]
- Ganador del galardón «Mierenses en el Mundo» 2013.[8]